# Przyłącze
Przyłącze – element sieci uzbrojenia terenu lub jej część służąca do połączenia urządzeń, instalacji lub sieci należącej do podmiotu przyłączanego z pozostałą częścią sieci uzbrojenia terenu.
Podział przyłączy ze względu na rodzaj sieci uzbrojenia terenu
- Przyłącza energetyczne:
  - do sieci elektroenergetycznej lub gazowej 
    - przyłącze do sieci dystrybucyjnej
    - przyłącze do sieci przesyłowej

  - ciepłownicze 
    - przyłącze do sieci ciepłowniczej
    - przyłącze do grupowego węzła cieplnego lub źródła ciepła
- Przyłącze telekomunikacyjne
- Przyłącze wodociągowe
- Przyłącze kanalizacyjne

Podział przyłączy ze względu na funkcję
- Przyłącze funkcyjne
- Przyłącze komercyjne

Podział przyłączy ze względu na umiejscowienie względem ziemi
- przyłącze podziemne
- przyłącze naziemne
- przyłącze nadziemne (napowietrzne)